# Segeberger Beute

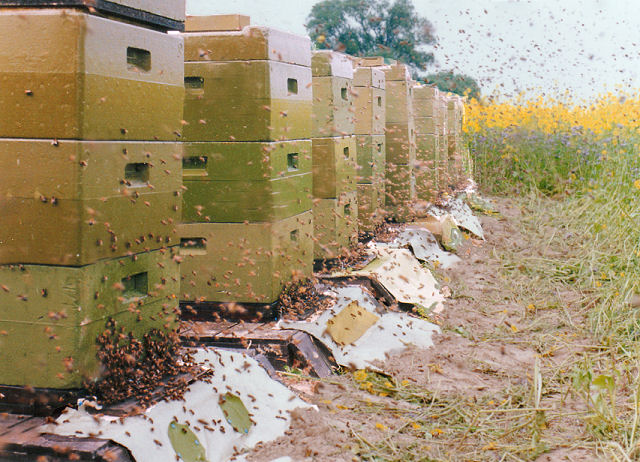
Segeberger Beuten mit je 3 Zargen an einem Rapsfeld

Die Segeberger Beute oder auch Segeberger Styroporbeute ist ein Beutentyp. Er ist vor allem bei Imkern in Norddeutschland weit verbreitet.

## Beschreibung
Die Segeberger Beute ist eine Magazinbeute im quadratischen Format mit einer Kantenlänge von 50 cm. Sie besteht aus einem Unterboden, einem Deckel sowie Zargen mit Rähmchen. Im Original ist die Beute aus Hart-Schaumpolystyrol gefertigt und weist an den Griffmulden die Aufschrift „Segeberger Kunststoffbeute“ oder „Original Segeberger Kunststoffbeute“ auf. Die Wandstärke beträgt 45 mm bis 50 mm. Das Material hat in etwa die Festigkeit von weichem Holz. Wegen des Kunststoffmaterials hat die Beute gegenüber Beuten aus Holz ein wesentlich geringeres Gewicht. Aufgrund der Witterungsunempfindlichkeit des Materials eignet sich die Beute insbesondere zur Freiaufstellung ohne Wetterschutz und Bienenhaus. Wegen der Fertigung der Beute aus Kunststoffmaterial ist eine Zertifizierung des darin gewonnenen Honigs als Biohonig nicht möglich.
Die Zargen der Beute werden mit jeweils 11 Rähmchen im Deutsch Normalmaß (DNM) bestückt. Der Vorteil gegenüber anderen Beuten besteht darin, dass die Teile gut austauschbar sind. Üblicherweise überwintern Bienenvölker, je nach Stärke, in der Beute auf einer oder zwei Zargen. Während der Trachtzeit werden ein oder zwei Zargen als Honigräume aufgesetzt.
Die Benennung der Beute beruht auf ihrer Entwicklung an der Imkerschule Bad Segeberg. Produziert wird sie seit 1971, anfänglich im Auftrag des Landesverbandes Schleswig-Holsteinischer und Hamburger Imker. Bis 1983 wurden innerhalb von 12 Jahren 110.000 Zargen, 40.000 Deckel und 31.000 Unterböden verkauft.

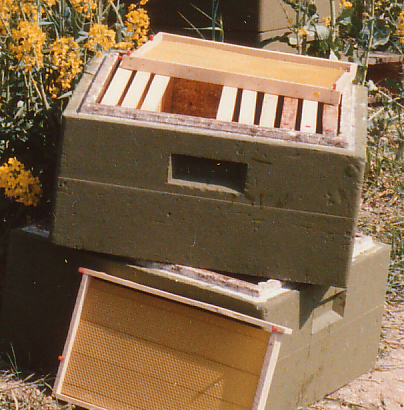
Zarge mit Rähmchen mit eingelöteter Mittelwand
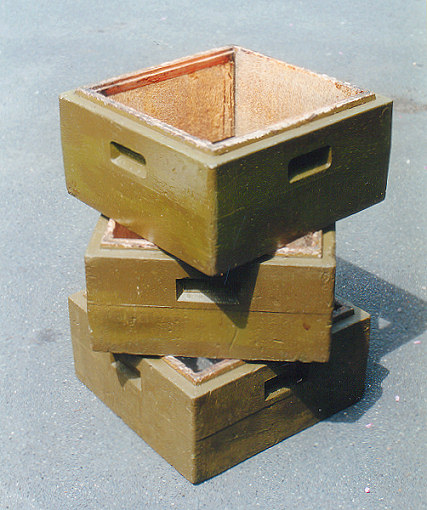
Leere Zargen der Segeberger Beute
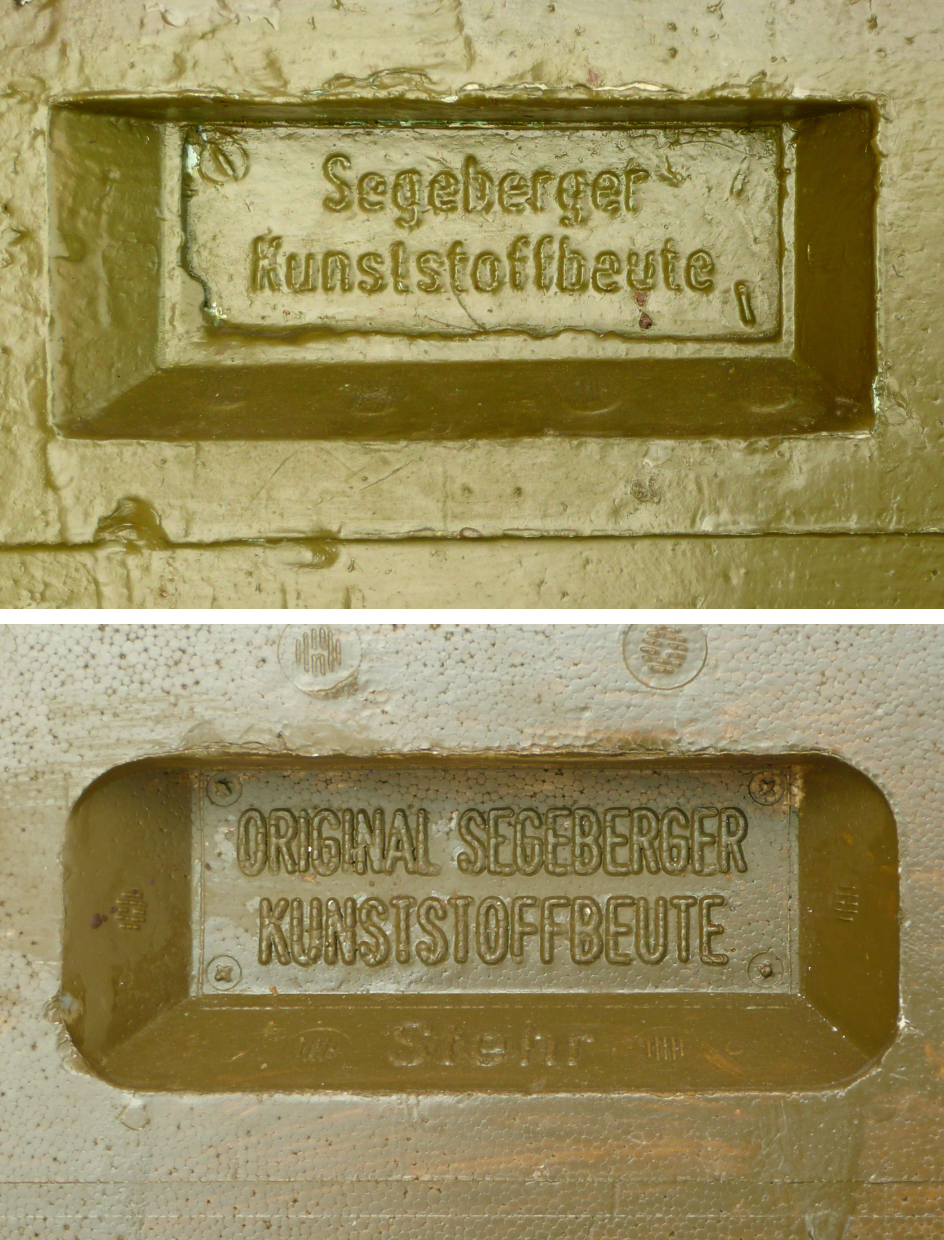
Griffmulde von Zargen mit Inschrift
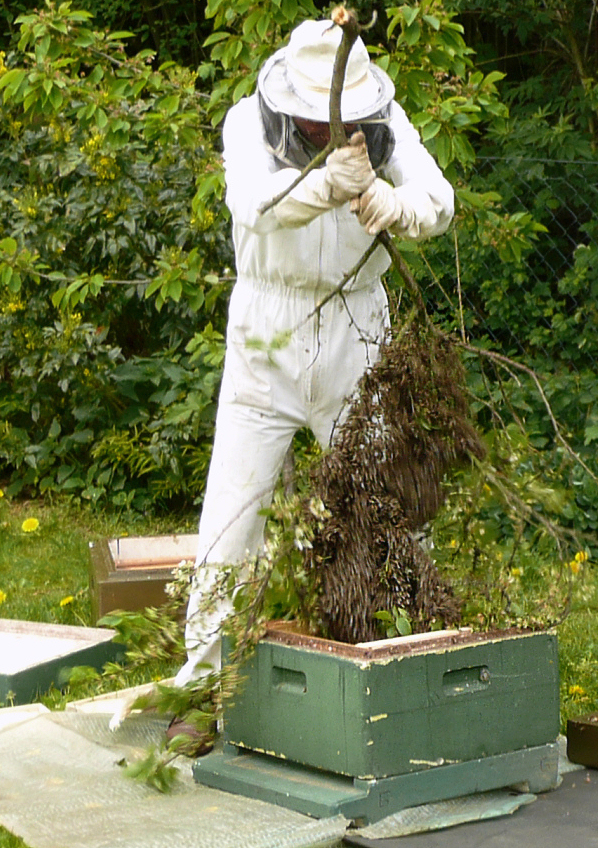
Imker beim Einschlagen eines Bienenschwarms in eine Segeberger Beute
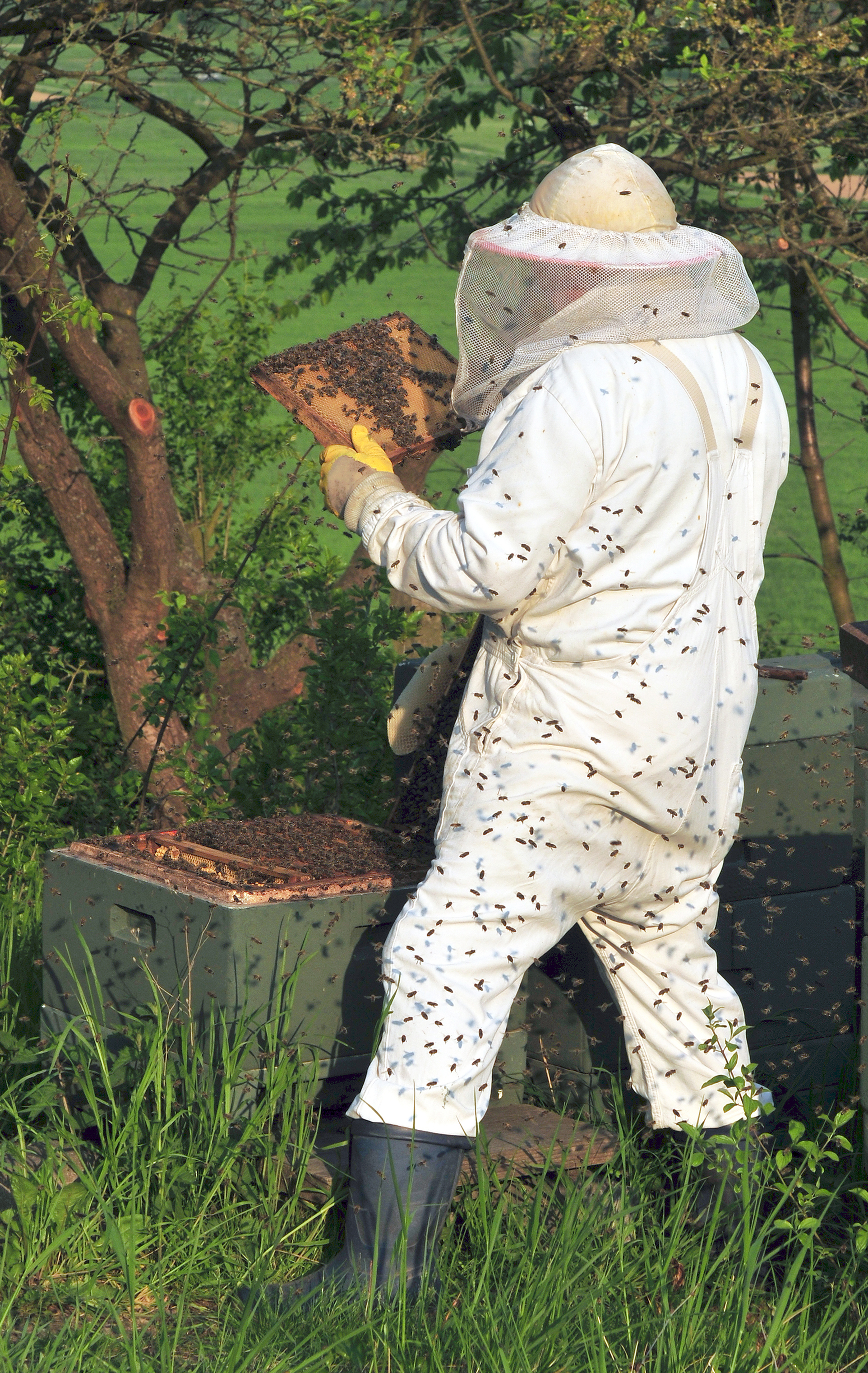
Imker beim Arbeiten an einer mit Bienen besetzten Segeberger Beute